# Korth (herb szlachecki)
Korth (Kort) – polski herb szlachecki, według J. K. Ostrowskiego odmiana herbu Nałęcz.

## Opis herbu
W polu czerwonym nałęczka srebrna, nad którą takaż toczenica.
Klejnot: nad hełmem bez korony trzy pióra strusie.
Taki herb przytacza Tadeusz Gajl za Żernickim-Szeligą. Ostrowski podaje herb bez barw, z dwiema chorągiewkami skrzyżowanymi za tarczą.

## Najwcześniejsze wzmianki
Herb rodziny polskiego pochodzenia, osiadłej w Prusach, wzmiankowany przez Siebmachera.

## Herbowni
Kort - Korth.